# Élections législatives saint-marinaises de 2016
Les élections législatives saint-marinaises de 2016 se déroulent les 20 novembre et 4 décembre 2016.

## Système électoral
Les 60 membres du Grand Conseil général sont élus à la proportionnelle, les sièges étant attribués selon la méthode d'Hondt. Le seuil électoral est calculé en multipliant le nombre de partis qui participent aux élections par 0,4 avec un seuil maximum possible de 3,5 %. Depuis le référendum de 2016 à Saint-Marin, les électeurs ont la possibilité d'exprimer un vote préférentiel en votant pour l'un des candidats en particulier de la liste qu'ils choisissent. Les candidats ayant recueilli le plus de votes préférentiels se voient pourvoir en priorité les sièges remportés par la liste.
Si aucune coalition n'obtient la majorité absolue au premier tour, un second tour est organisé entre les deux coalitions ayant obtenu le plus de voix. À l'issue de ce second tour, le vainqueur obtient une prime majoritaire pour lui assurer d'avoir une majorité. Les sièges de la prime sont prélevés sur ceux obtenus au premier tour par l'ensemble des partis ou coalitions ayant reçu des sièges au premier tour, y compris ceux n'ayant pas participé au second. Pour la première fois depuis la mise en place de ce système, un second tour est nécessaire au cours de ces élections.

## Résultats
La répartition des sièges au premier tour est donnée à titre indicatif. Un second tour ayant été nécessaire, la répartition finale des sièges a été faite en prenant en compte les résultats de ce dernier.
|                        |                                       |                                               |                                               |          |          |          |          |         |               |               |               |  |  |  |
| Coalition              | Coalition                             | Liste                                         | Liste                                         | 1er tour | 1er tour | 1er tour | 1er tour | 2e tour | 2e tour       | 2e tour       | 2e tour       |  |  |  |
| Coalition              | Coalition                             | Liste                                         | Liste                                         | Votes    | %        | +/–      | Sièges   | Votes   | %             | Sièges        | +/–           |  |  |  |
|                        | Saint-Marin d'abord                   |                                               | Parti démocrate-chrétien saint-marinais       | 4 752    | 24,46    | 5,01     | 16       | 6 889   | 42,08         | 10            | 11            |  |  |  |
|                        | Saint-Marin d'abord                   | Parti socialiste                              | 1 504                                         | 7,74     | 4,36     | 5        | 3        | 6 889   | 42,08         | 4             |               |  |  |  |
|                        | Saint-Marin d'abord                   | Parti des socialistes et des démocrates       | 1 384                                         | 7,12     | 7,20     | 4        | 3        | 6 889   | 42,08         | 7             |               |  |  |  |
|                        | Saint-Marin d'abord                   | Saint-Marinais (NS–SsC)                       | 414                                           | 2,13     | N/A      | 0        | 0        | 6 889   | 42,08         | en stagnation |               |  |  |  |
|                        | Saint-Marin d'abord                   | Votes pour la coalition                       | 44                                            | 0,23     | –        | 0        | 0        | 6 889   | 42,08         | –             |               |  |  |  |
| Total                  | Total                                 | 8 098                                         | 41,68                                         | 9,03     | 25       | 16       | 20       | 6 889   | 42,08         |               |               |  |  |  |
|                        | Adesso.sm                             |                                               | Gauche démocrate et socialiste (SU–PR–LabDem) | 2 352    | 12,11    | 2,97     | 8        | 9 482   | 57,92         | 14            | 9             |  |  |  |
|                        | Adesso.sm                             | République du futur (AP–UR)                   | 1 865                                         | 9,60     | 5,42     | 6        | 11       | 9 482   | 57,92         | 2             |               |  |  |  |
|                        | Adesso.sm                             | Mouvement civique 10                          | 1 800                                         | 9,26     | 2,57     | 6        | 10       | 9 482   | 57,92         | 6             |               |  |  |  |
|                        | Adesso.sm                             | Votes pour la coalition                       | 88                                            | 0,45     | –        | 0        | 0        | 9 482   | 57,92         | –             |               |  |  |  |
| Total                  | Total                                 | 6 106                                         | 31,43                                         | 15,35    | 20       | 35       | 26       | 9 482   | 57,92         |               |               |  |  |  |
|                        | Démocratie en mouvement               |                                               | Mouvement civique R.E.T.E.                    | 3 561    | 18,33    | 12,05    | 12       |         |               | 8             | 4             |  |  |  |
|                        | Démocratie en mouvement               | Mouvement démocratique – Ensemble Saint-Marin | 872                                           | 4,49     | Nv.      | 3        | 1        | 1       |               |               |               |  |  |  |
|                        | Démocratie en mouvement               | Votes pour la coalition                       | 70                                            | 0,36     | –        | 0        | 0        | –       |               |               |               |  |  |  |
|                        | Démocratie en mouvement               | Total                                         | 4 503                                         | 23,18    | 16,90    | 15       | 9        | 5       |               |               |               |  |  |  |
|                        | Liste du peuple libre                 | Liste du peuple libre                         | Liste du peuple libre                         | 412      | 2,13     | Nv.      | 0        | 0       | en stagnation |               |               |  |  |  |
|                        | Renouveau démocratique saint-marinais | Renouveau démocratique saint-marinais         | Renouveau démocratique saint-marinais         | 309      | 1,59     | Nv.      | 0        | 0       | en stagnation |               |               |  |  |  |
|                        |                                       |                                               |                                               |          |          |          |          |         |               |               |               |  |  |  |
| Votes valides          | Votes valides                         | Votes valides                                 | Votes valides                                 | 19 427   | 95,81    |          |          | 16 371  | 96,16         |               |               |  |  |  |
| Votes blancs et nuls   | Votes blancs et nuls                  | Votes blancs et nuls                          | Votes blancs et nuls                          | 849      | 4,19     | 653      | 3,84     |         |               |               |               |  |  |  |
| Total                  | Total                                 | Total                                         | Total                                         | 20 276   | 100      | –        | 60       | 17 024  | 100           | 60            | en stagnation |  |  |  |
| Abstentions            | Abstentions                           | Abstentions                                   | Abstentions                                   | 13 709   | 40,34    |          |          | 16 961  | 49,91         |               |               |  |  |  |
| Inscrits/Participation | Inscrits/Participation                | Inscrits/Participation                        | Inscrits/Participation                        | 33 985   | 59,66    | 33 985   | 50,09    |         |               |               |               |  |  |  |